# Musée de l'or de Toi
Pour les articles homonymes, voir Musée de l'or (homonymie).
Le musée de l'or de Toi (土肥黄金館) est un musée sur l'exploitation de l'or au Japon, situé à Toi (une ancienne commune intégrée depuis 2004 dans la ville d'Izu), dans la préfecture de Shizuoka, sur le site de l'ancienne mine d'or de Toi, fermée en 1965 en raison de l'épuisement du minerai.

## Historique
Après la fermeture de la mine en 1965, le site a été réaménagé en musée pour développer le tourisme et présenter au public une partie des puits de mine. Le musée a ouvert ses portes en 1972.

## Collections
Le musée montre des reconstitutions du processus de fabrication pour l'or pendant l'ère Tokugawa, les objets façonnés de la période, les explications sur le traitement de l'or, et une exposition de divers minerais d'or venant de l'ensemble du Japon.
Le musée est connu pour accueillir le plus gros lingot d'or du monde, pesant 250 kilogrammes, et représentant une valeur d'environ 1 milliard de Yen (13 millions de dollars). Le lingot a obtenu un certificat Guinness de record officiel pour « le plus gros lingot d'or pur manufacturé » :

## Galerie de photos

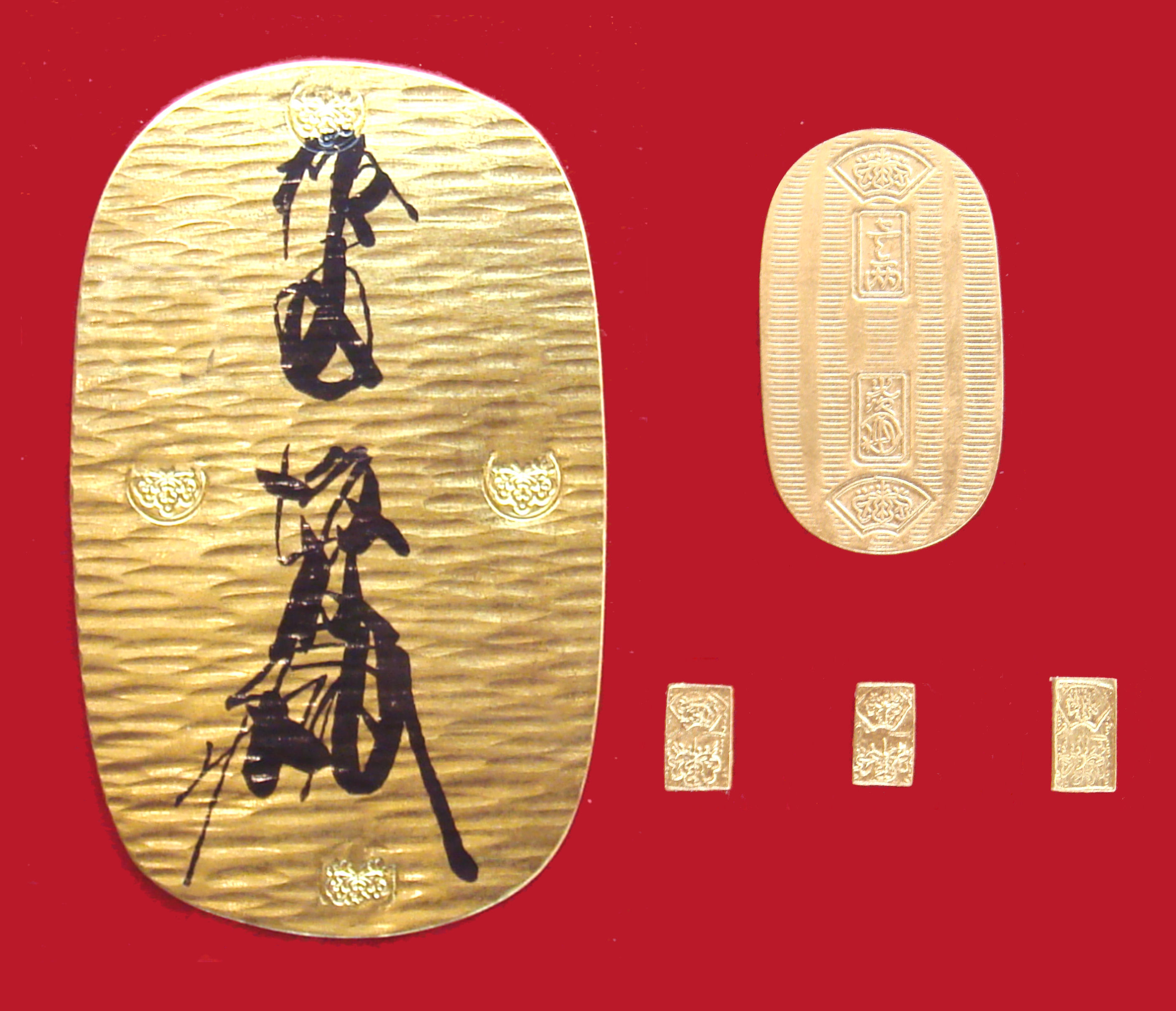
Pièce de monnaie Tokugawa
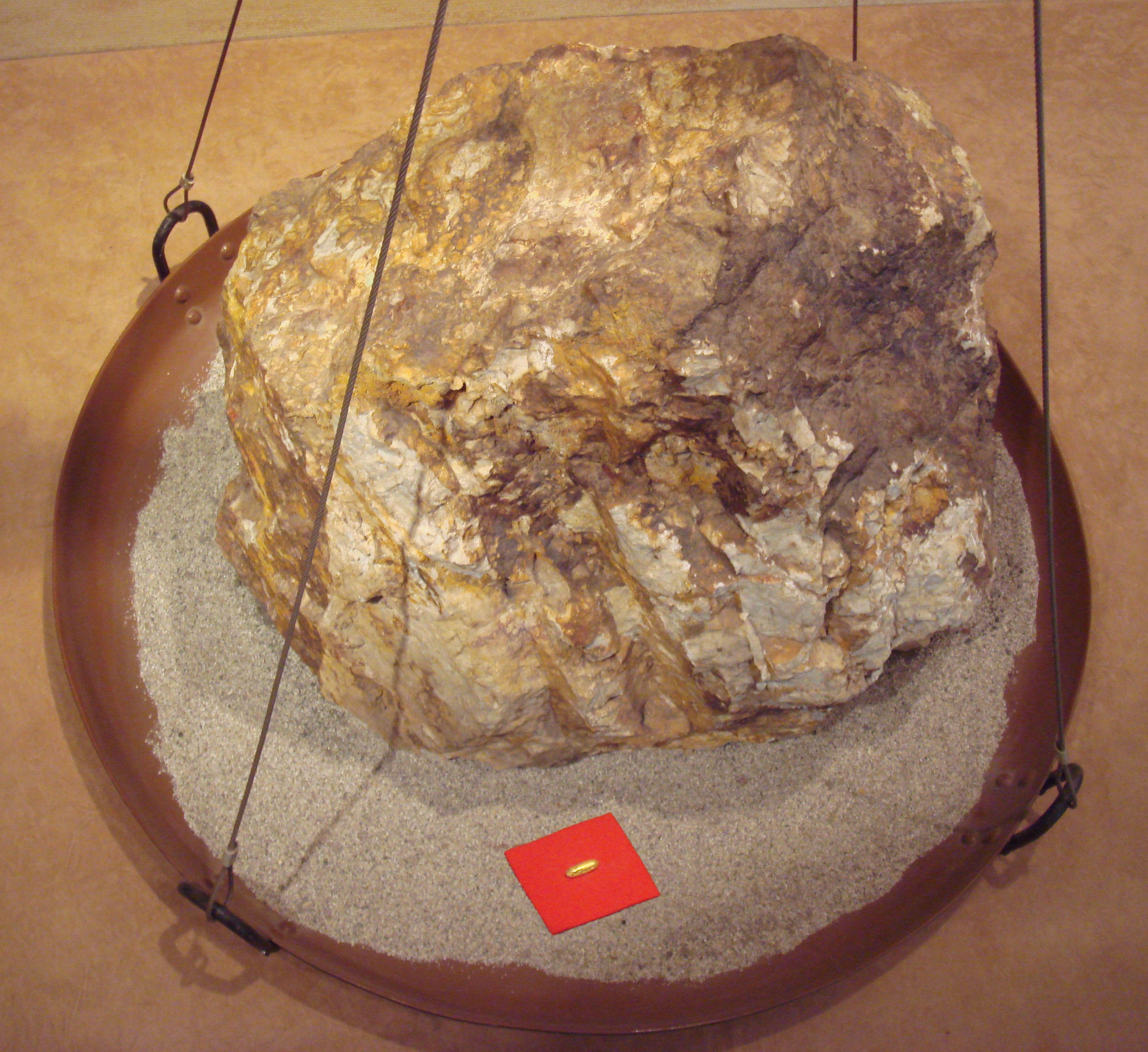
30 g d'or extrait d'un minerai de 860 kg
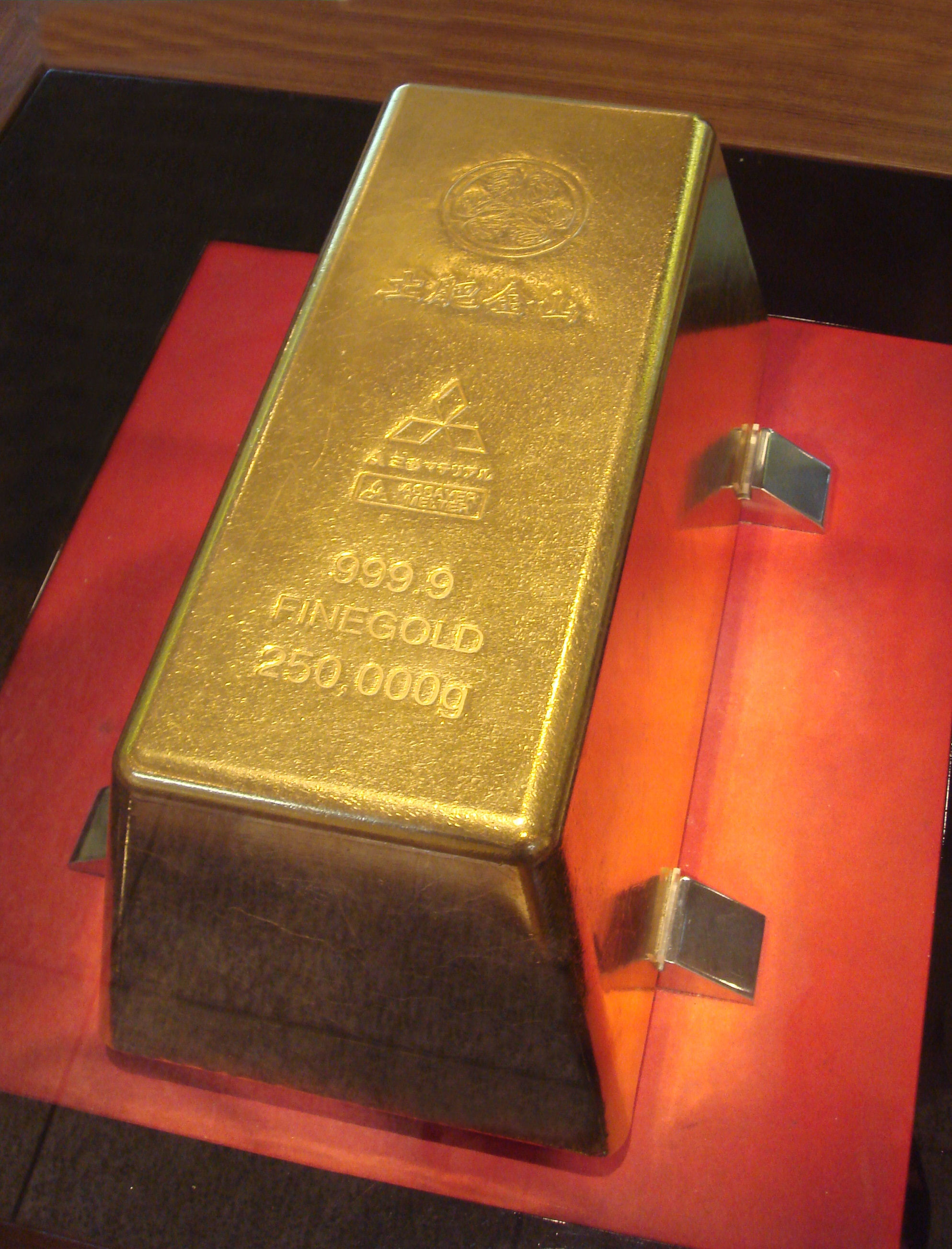
Le plus gros lingot d'or du monde, de 250 kg, peut être vu et touché
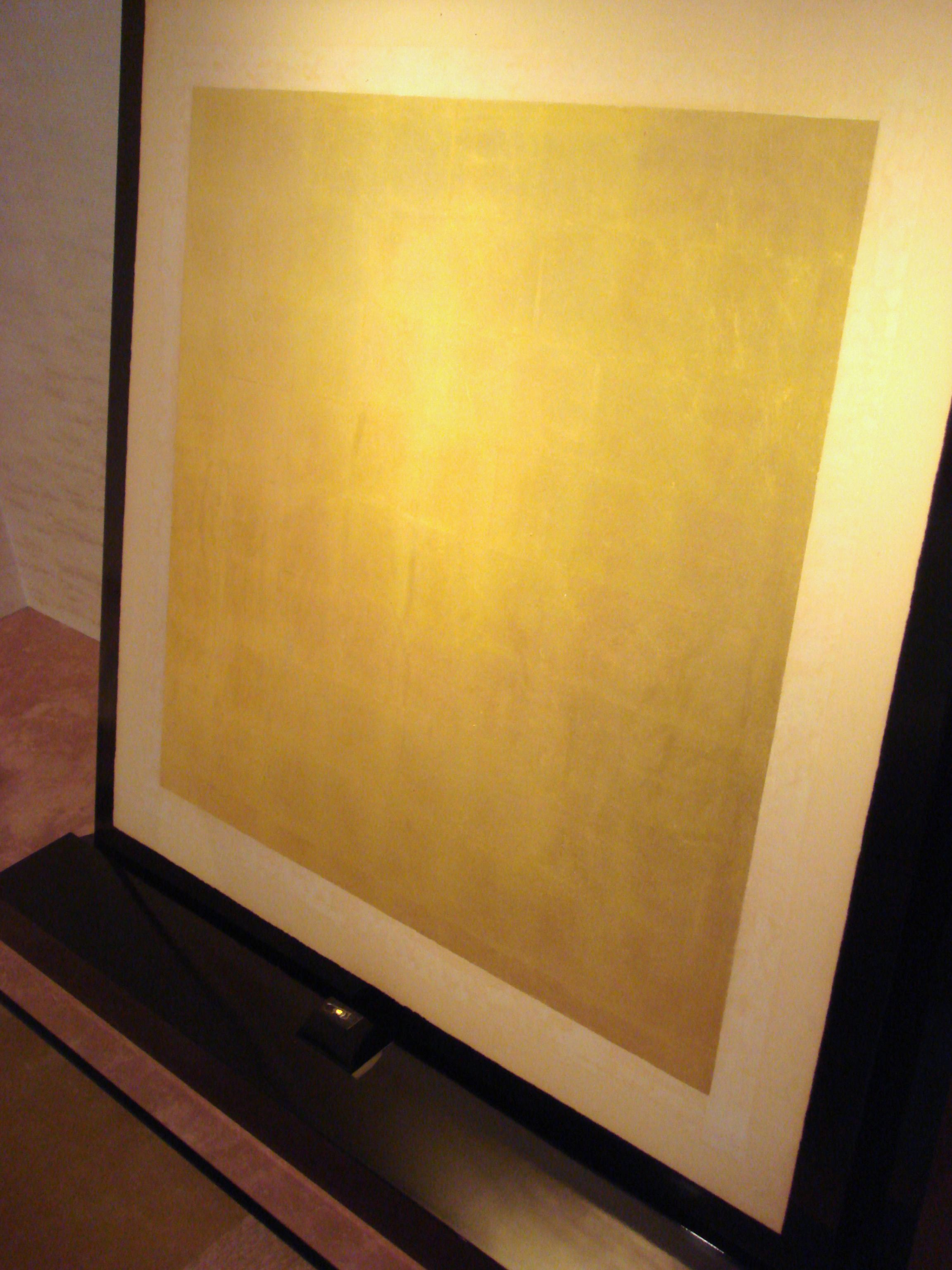

## Source de la traduction
- (en) Cet article est partiellement ou en totalité issu de l’article de Wikipédia en anglais intitulé « Toi Gold Museum » (voir la liste des auteurs).